# Колір золота (фільм)
«Колір золота» — радянський художній фільм 1974 року, знятий режисером Халмамедом Какабаєвим на кіностудії «Туркменфільм».

## Сюжет
Кінець 1920-х років. До району Каракумської пустелі для пошуку нафти приїжджає молодий інженер-нафтовик Овез Ємудов. Відсутність у безплідних степах питної води, необхідної техніки та робочих кадрів, відкритий саботаж співробітників тресту на чолі з Мухортовим — з цими цілком передбачуваними обставинами начальнику розвідувальної ділянки доведеться боротися практично одному.

## У ролях
- Ораз Амангельдієв — Овез Ємудов, інженер-нафтовик (дублював Рудольф Панков)
- Анатолій Яббаров — Сказін
- Ата Довлетов — Клич-ага (дублював Костянтин Тиртов)
- Таріель Касімов — Мамед-алі (дублював Володимир Ферапонтов)
- Світлана Пєнкина — Зоя
- Овез Геленов — Мухаммед (дублював Станіслав Житарьов)
- Володимир Ємельянов — Кутумов
- Баба Аннанов — Атабаєв (дублював Олександр Бєлявський)
- Борис Кудрявцев — Фальков (дублював Андрій Тарасов)
- Танрикуль Сеїткулієв — Дурди, працівник бая (дублював Раднер Муратов)
- Оразмухамед Хаджимурадов — Караханов (дублював Фелікс Яворський)
- Павло Махотін — Мухортов
- Олександр Спиридонов — Микола (дублював Валерій Рижаков)
- Ораз Черкезов — Ораз-бай (дублював Артем Карапетян)
- Сапар Одаєв — Сахат (дублював Валентин Грачов)
- Аман Одаєв — Дауд (дублював Едуард Бредун)
- Юсуп Кулієв — Мурад (дублювала Світлана Харлап)
- Сергій Орлов — Котов (дублював Микола Смирнов)
- М. Михайлов — епізод
- П. Іллясов — епізод
- Гельди Сейдієв — епізод

## Знімальна група
- Режисер — Халмамед Какабаєв
- Сценаристи — Геннадій Каледа, Аллаберди Хаїдов
- Оператор — Усман Сапаров
- Композитор — Реджеп Реджепов
- Художник — Олександр Чернов